# Anthrenoides elegantulus
Anthrenoides elegantulus är en biart som beskrevs av Urban 2005. Anthrenoides elegantulus ingår i släktet Anthrenoides och familjen grävbin. Inga underarter finns listade i Catalogue of Life.